# Greene (village, New York)
Pour les articles homonymes, voir Greene.
Ne doit pas être confondu avec Greene (New York).
Greene est un village situé dans le comté de Chenango, dans l'État de New York, aux États-Unis. En 2010, il comptait une population de 1 580 habitants, estimée au 1er juillet 2019 à 1 416 habitants.

## Démographie
Lors du recensement de 2010, le village comptait une population de 1 580 habitants. Elle est estimée, en 2019, à 1 416 habitants.